# Correre
Correre è un singolo del rapper italiano Anastasio, pubblicato il 9 febbraio 2019.

## Descrizione
Il brano è caratterizzato da un campionamento dell'opera Mariage d'Amour, composta nel 1979 da Paul de Senneville, ed è stato presentato ed eseguito in anteprima durante la quarta serata del 69º Festival di Sanremo.

## Video musicale
Diretto da William9 e prodotto da Sedici:9, il videoclip è stato presentato il 5 marzo 2019 ed è un cortometraggio che vede protagonisti lo stesso Anastasio e l'attore Massimo Olcese.

## Tracce
1. Correre – 2:38